# Fatos Pilkati
Fatos Pilkati (geb. 15. März 1951) ist ein ehemaliger albanischer Sportschütze.
Pilkati trat bei den Olympischen Sommerspielen 1972 in München an, als Albanien zum ersten Mal mit einer Delegation an Olympischen Spielen antrat. Im Wettbewerb 50 m Freie Pistole kam er auf Platz 24.
1972 wurde Pilkati im kommunistischen Albanien mit dem Titel „Sportmeister“ ausgezeichnet.